# Kristálytani hiba

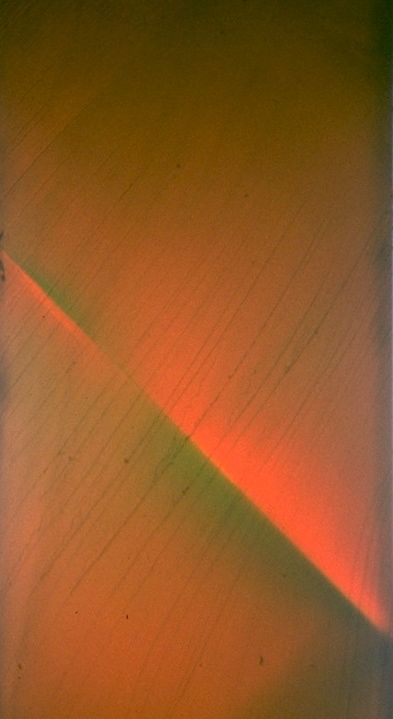
Egy anyagban futó diszlokációvonalak fotoelasztikus ábrája

A kristálytannak a hibátlan kristályok szerkezete mellett fontos témái a kristálytani hibák. Az anyag makroszkopikus jellemzése sok esetben csak úgy képzelhető el, ha a kristály ideális rácsa mellett figyelembe veszik a jellemző rácshibák okozta jelenségeket is, így e terület az elméleti és gyakorlatorientált anyagtudományi kutatásokban, illetve mérnöki fejlesztőmunkában is nagy hangsúlyt kap.
A kristálytani hibák általános kategóriájának egy része a rácshibák kategóriája, mely szigorú értelemben véve csak a kristályt leíró, bázis (atomok és molekulák) nélküli, pusztán geometriai rács hibáival foglalkozik, de a két terület szoros kapcsolatai miatt a két fogalmat gyakran egymás szinonimájaként is használják.
A kristálytani hibák megismerésének fontos célja, hogy a hibátlan rácsról alkotott elméleti fizikai képet az anyagok hétköznapi viselkedésével kapcsolatos kísérleti tapasztalatokkal összhangba hozza, illetve új lehetőségeket tárjon fel az anyagok megmunkálására, tulajdonságainak megváltoztatására vonatkozóan. Segít többek között az ötvözetek, a hőkezelés (pl. fémek edzése), az anyagfáradás, a rugalmas és képlékeny alakváltozások fizikai leírásában, illetve bizonyos fizikai jellemzők, pl. az anyagok elektromos vezetési, mechanikus, illetve hőtani jellemzőinek pontosabb meghatározásában.
A kristálytan és a rácshibák témakörének kimagasló képviselői többek között Vito Volterra, Geoffrey Ingram Taylor, nemzetközi jelentőségű magyar művelői például Orován Egon, Polányi Mihály és Gillemot László.

## Alaptípusai
A rácshibák egyik kézenfekvő, és gyakran alkalmazott csoportosítási szempontja az, hogy hány dimenziós hibáról van szó, azaz az anyag belsejében az ideális rácstól való eltérés a tér hány irányába terjed ki.

### Ponthibák
A ponthibák nulladimenziós, azaz pontszerű kristályhibák, a rácsban gyakorlatilag egyetlen rácspontra terjednek ki. Nincs egyértelmű definíció a méretükre, de általában a rácsot alkotó részecskék (atomok vagy molekulák) méretének tartományába eső hibákat sorolják ide. A ponthibák jellemzésekor általában mátrixnak nevezik az anyagot felépítő szabályos kristályt, a hibahelyeket pedig a mátrixtól való eltérésük alapján jellemzik.

#### Jellemző példák

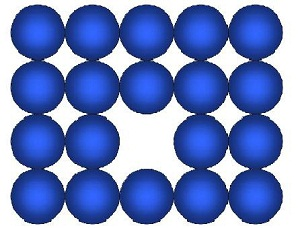
Vakancia

- VakanciaVakancia: egy olyan rácspont a kristályban, mely ideális esetben betöltött lenne, de a vizsgált anyagban nem az. Vakancia például a kristályból hiányzó atom, vagy kisebb atomcsoport. A vakanciák mozoghatnak a rácsban például szomszédos atommal való helycserével, mely viselkedést általában a diffúzió sebessége határozza meg. Mivel nagyobb hőmérsékleten a diffúzió jellemzően erősödik, a vakanciák ilyen esetben gyorsabban képesek az anyagban egyik helyről a másikra eljutni. A vakanciák egyensúlyban is jelen vannak az anyagban (egy tipikus fém egyensúlyi vakanciakoncentrációja szobahőmérsékleten jellemzően ~10−22 atom% körüli), azonban a gyakorlati esetekben gyakran az egyensúlyit több nagyságrenddel meghaladó vakanciakoncentrációk jellemzőek.[2][3]
- Intersticiális hiba: az ideális rács egy rácsközi helyén, azaz nem rácsponton ülő akár idegen atomot, akár a kristályt alkotó atomok egyikét intersticiális hibának nevezik. Az intersticiális hibák a vakanciákhoz hasonlóan általában torzítják a rácsot, a hiba környezetében levő más atomok a szabályos rácshelyről kissé elmozdulnak, hogy helyet adjanak a rácsközi atomnak.[4][5]
- Szubsztitúciós hiba: akkor beszélnek szubsztitúciós (azaz helyettesítő) kristályhibáról, ha a szabályos kristály egy atomját idegen atom váltja fel egy rácshelyen. Az idegen atom jellemzőinek megfelelően a hibahely körül a rács általában torzul: kisebb helyettesítő atomnál a szomszédos atomok a szabályoshoz képest közelebb, nagyobb helyettesítő atom esetén távolabb helyezkednek el a hibahelyhez.[5]
- Antisite-hiba: elsősorban sztöchiometrikus összetételű kristályokra értelmezhető hibatípus, mely a szubsztitúciós hiba egy speciális esete, és amely akkor lép fel, ha egy szabályos kristályos rendben két különböző anyagi minőségű (pl. A és B) atomot felcserélünk egymással. Így egy A atom egy olyan rácspontba kerül, mely a szabályos kristályban B atomnak kellene lennie, és fordítva.[6]

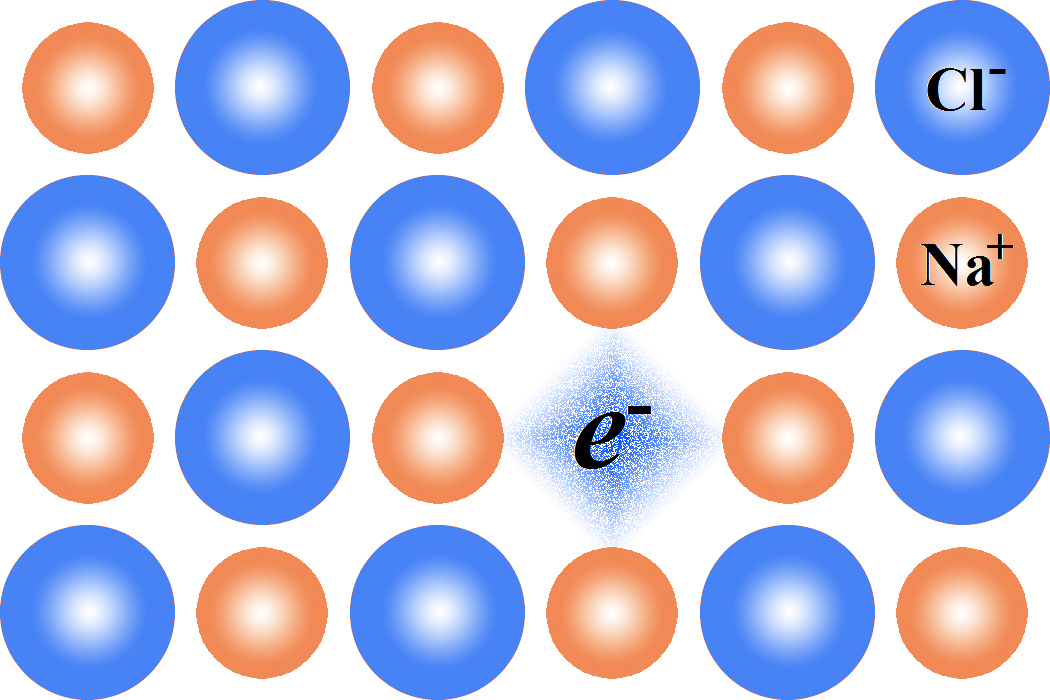
F-centrum

- F-centrumF-centrum: a vakancia egy speciális esete az F-centrum, vagy más néven színcentrum, mely leginkább ionos kötésű anyagokra, illetve fém-oxidokra jellemző. F-centrumnak azt az anionvakanciát (azaz a kristályból hiányzó anion helyén létrejövő hibatípust) nevezik, melyben olyan elektronállapotok alakulhatnak ki, melyek spektrumának van a látható fény tartományában komponense. Egyes színtelen anyagokban ezek létrejöttét színeződés kíséri, amelyről a jelenség a nevét kapta. Ha a színcentrum egy helyett kettő vagy három elektront is képes befogni, rendre M- illetve R-centrumnak is nevezik. Az F-centrum ellentétpárjaként foghatók fel az úgynevezett H-centrumok, melyek rácsközi anionok (jellemzően halogének), és amelyek egy F-centrummal diffúzió útján összetalálkozva energiafelszabadulás mellett annihilálódnak.[7][8][9]

Frenkel-párok

- Frenkel-párokFrenkel-pár: két ponthiba, egy vakancia és egy intersticiális együttese a Frenkel-pár. Például úgy keletkezhet, hogy valami folyamat a kristály egy atomját rácshelyéről kilöki, mely ezt követően egy közeli, rácsközi helyre kerül. Frenkel-párok lehetnek az anyagban egyensúlyi helyzetben is, azonban számuk a gyakorlati esetekben igen alacsony. Jellemzően külső behatásra (pl. sugárzás hatására, vagy képlékeny deformáció során) jönnek létre, és a szobahőmérsékletre jellemző lassú diffúzió miatt metastabil állapotba „fagynak be”.[7]

Schottky-hiba

- Schottky-hibaSchottky-pár: ionos anyagok jellemző hibatípusa. Akkor beszélnek Schottky-hibáról, ha az ionrácsban egy közeli anion és kation rácshelyen alakul ki vakancia. A Schottky-hiba jellemzője, hogy a hiányzó ionok elektromos töltése épp kompenzálja egymást, így a kristály sztochiometriai viszonyai a hiányzó atomokra is érvényesek. Például NaCl kristályban Shcottky-hibának nevezhető az, ha egymáshoz közeli rácshelyeken egy Na+ és egy Cl- ion hiányzik. A hiányzó ionok össztöltése a semlegességi kritérium miatt ez esetben is nulla.[10][8]
- Dópolók és egyéb szennyezők: a félvezetőipar egy jellemző eljárása, hogy félvezetők belsejébe olyan atomokat juttatnak, melyek a kristály mátrixához képest elektrontöbblettel, vagy -hiánnyal rendelkeznek. Így a sávszerkezet bizonyos energiaszintjein (például a tiltott sávon belül, valamelyik sávél közelében) valamely töltéshordozók számára megnövelhető az állapotsűrűség. A dópolt (célzottan szennyezett) félvezetőket extrinszik félvezetőknek nevezik. Ezek kristályában a dópoló atomok többféleképpen is elhelyezkedhetnek, például lehetnek interstíciósak és szubsztitúciósak.[11][12]
- Komplexek, kondenzátumok: a kristályos anyagok ponthibáinak fenti alaptípusai mellett összetettebb alakzatok is létrejöhetnek ezek kombinációjával, illetve más hibatípusokkal való kölcsönhatás során. Így például egyes térfogati vagy vonalhibák (például fázishatárok, diszlokációk) gyakran vonzzák a pontszerű szennyezőket, a ponthibák gyakran vonalhibák mentén halmozódnak fel. Ha az anyagban igen nagy a hibahelyek száma, ezek egymással is reakcióba léphetnek. Például vakanciák összekapcsolódva kétdimenziós vakancia-kondenzátumaokat alkothatnak, szennyező atomokból pedig összefüggő kiválások jöhetnek létre a mátrix belsejében. Igen sok ponthiba összeállásakor vonalszerű, felületi és térfogati hibák is kialakulhatnak.
- Amorf anyagok ponthibái: az amorf anyagoknál szigorúan véve nem beszélhetünk kristályrácsról, ugyanis nem áll fenn bennük hosszútávú térbeli rendezettség. Azonban rövidtávú rend általában jellemző rájuk. Például az amorf szilíciumnak nincs kristályrácsa, benne mégis megadható a szilíciumatomok jellemző távolsága, illetve hogy egy tetszőleges atom körül jellemzően mennyi elsőszomszéd-atom található, azaz mennyi az átlagos koordinációs szám az anyagban. Ezen statisztikai érvényű törvényszerűségektől való jelentős eltérések tekinthetők az amorf anyag ponthibáiként.[13]

#### Jelölések
|  | Az ábrán különféle ponthibák kristálytani jelölése látható. A kristálytani pozíciókat és töltésviszonyok, illetve az ezek változásával járó reakciók leírásához általában a Kröger–Vink-jelölést alkalmazzák. - VGa, VAs: gallium-, illetve arzénvakancia - Asi, Bi: intersticiális arzén- illetbe bóratom - GaAs, AsGa: arzén helyén ülő szubsztitúciós galliumatom, illetve gallium helyén ülő szubsztitúciós arzénatom - InS, BS: szubsztitúciós szennyező indium- illetve bóratom |

### Vonalhibák
A vonalhibák egydimenziós rácstorzulások. A vonalhibáknak fontos szerepük van az anyag mechanikai jellemzőinek kialakításában, így elméleti tárgyalásuk és kísérleti vizsgálatuk nem csak az alapkutatás, de a mérnöki kutatások szempontjából is fontos.
- ÉldiszlokációCsavardiszlokációDiszlokáció: az alkalmazások szempontjából a legfontosabb vonalhibatípus a diszlokáció, mely a kristályrács egy vonal menti, jellemzően sok atomra kiterjedő torzulása. Egzakt definíció helyett meghatározásukra általában a Volterra-konstrukciót alkalmazzák, mely a következő:
  1. egy ideális kristályt gondolatban bemetszünk úgy, hogy a kötések a kristályban egy felülettartomány mentén felszakadjanak,
  2. a vágási felületeket egymáson kissé elcsúsztatjuk,
  3. majd a kötéseket összeillesztjük.

A képzeletbeli bevágás során keletkező görbét nevezzük a diszlokáció vonalának. A diszlokációk két alaptípusa az él- és a csavardiszlokáció, melyek abban különböznek, hogy a Volterra-konstrukció második lépésében rendre a diszlokáció vonalára merőlegesen, vagy azzal párhuzamosan csúsztattuk-e el a két kristálysíkot egymáson. E két alaptípuson kívül elképzelhetők kevert diszlokációtípusok, illetve ha a diszlokáció vonala elhajlik a kristályrácshoz képest, akár egyetlen diszlokációnak is lehetnek él- és csavarjellegű szakaszai. A diszlokáció alapvető jellemzésére a diszlokáció vonalát megadó vonalvektor illetve a rácstorzulás mértékét és irányát megadó Burgers-vektor szolgál, mely hagyományos (azaz teljes) diszlokációk esetén rácsvektor (azaz rácspontból rácspontba mutat).
- Részdiszlokáció (parciális diszlokáció): bizonyos diszlokációk Burgers-vektora nem rácsvektor (azaz nem rácspontból rácspontba mutat). Ilyen vonalhiba alakulhat ki például egy lapcentrált köbös rácsban levő rétegződési hiba körül.[17]
- Diszklináció: ha a Volterra-szerkesztést módosítva két, egymással valamekkora szöget bezáró metszést végzünk kristályon, majd a kettő felület közötti atomok eltávolítása után a rácsot összeillesztjük, egy újfajta rácshiba-típushoz jutunk, melyet Charles Frank brit fizikus 1958-ban diszklinációnak nevezett el. Eme hibatípus jellemzője, hogy a vonalától távolabbi rácssíkok is nagymértékben elhajlanak, torzulnak, jellemző következménye a forgásszimmetria elveszítése. Kristályos anyagokban ilyen hibatípus nem jellemző, ugyanis a kristály makroszkopikus alakját is számottevően befolyásolná, azonban folyadékkristályokban a kisebb merevség és a kristályos rend alacsonyabb dimenziója miatt a diszklináció egy jellemző és gyakori hibatípus.[18][19]
- Crowdion: a diszlokációktól némileg eltérő vonalhiba a crowdion, mely például tércentrált kockarácsos kristályú fémek esetén fordul elő akár egyensúlyi állapotban is: a rács [111] Miller-indexű irányaiban 10–20 atomtávolságban egy többletatom jelenik meg, így ebben a rácsirányban az atomok egy vonal mentén tömörülnek, és nem egyensúlyi helyükön állnak. Ez a hibatípus felfogható úgy is, hogy egy kristály egy saját intersticiális atomja körül a rácsrelaxáció főleg az [111] irányban történik.[20]

### Felületi hibák
A felületi hibák a háromdimenziós rácsban két dimenzióban kiterjedt hibatípusok. A kristály egymással rosszul átfedő rácsú szomszédos tartományait például felületi hibák választják el egymástól. A szomszédos tartományok kapcsolatát jellemzi, hogy azok rácsa mennyi közös pontot tartalmaz a határon, amit a határfelület és a koincidenciarács kölcsönös viszonyával lehet jellemezni. Minél több határfelületi atom van, amely mindkét szomszédos rácstartományba illeszkedik, a határ kötései annál szorosabbak lesznek, a határ által képviselt energia annál alacsonyabb lesz. Ezen viselkedést jellemzi a határ koherenciája: koherensnek nevezik a határt, ha a rácstartományok kötéshelyesen találkoznak, szemikoherensnek, ha nem teljesen kötéshelyes a kapcsolat, de diszlokációkkal leírható az attól való eltérés, illetve inkoherensnek, ha a határon egyáltalán nem kötéshelyes a kapcsolat.
Az általános felületi hibák között néhány jellemző esetet az alábbiak szerint határoznak meg:
- Szemcsehatár: polikristályos, illetve kiválásokat, zárványokat tartalmazó anyagokban az egyes szemcséket szemcsehatárok választják el egymástól. Mivel két szomszédos szemcse között orientáció-, összetétel-, illetve szerkezetkülönbség lehet, a határfelületen találkozó rácsok atomjainak kötése nem mindig tökéletes. A felületi kötések nagyban befolyásolják a szemcsék hatását az anyag jellemzőire, például a folyáshatárra, az elektromos vezetőképességre és a diffúzió sebességére.
- Fázishatár: az anyag különböző kémiai összetételű vagy halmazállapotú tartományait fázishatárok választják el egymástól, így például fázishatárnak nevezzük a többfázisú fémötvözetekben az egyes szövetelemek tartományainak határfelületeit.

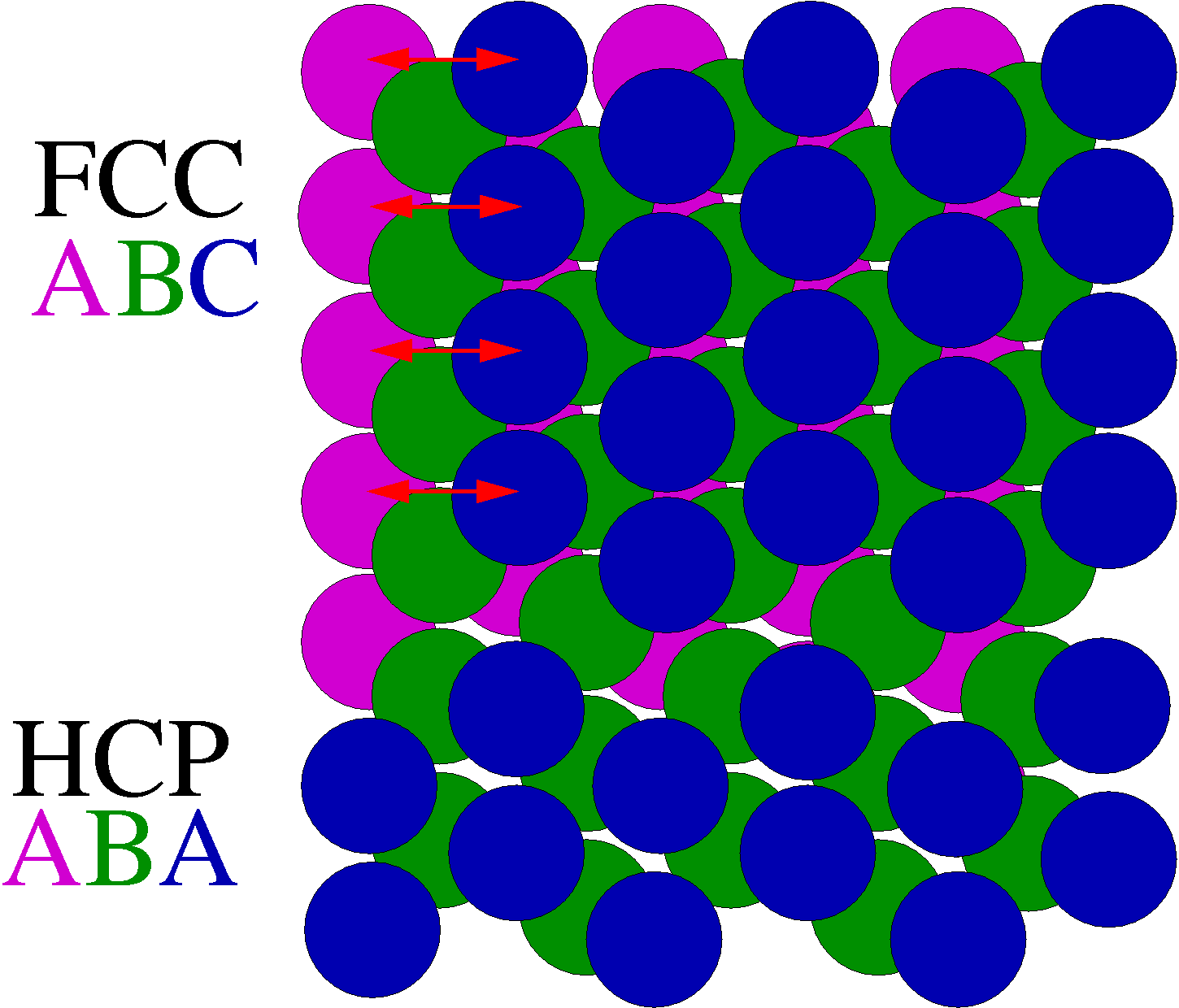
Rétegződési hiba

- Rétegződési hibaRétegződési hiba: ez a hibatípus elvileg többféle rácstípus esetén is kialakulhat, de a gyakorlatban legmeghatározóbb eset az atomok legszorosabb illeszkedését lehetővé tevő lapcentrált kockarács esete. Ebben a rácsban az egymás tetején fekvő (111) Miller-indexű rácssíkjai háromféle helyzetűek lehetnek. Ez azt jelenti, hogy ha például a háromféle helyzetű rácssíkot A, B, illetve C betűkkel jelöljük, elrendezésük az ABCABCA... rendet követi. Rétegződési hiba esetén ez a rend a kristály egy részén megborul, például ABCABABC..., vagy ABCBACBA... stb. rend szerint áll be. A különböző rétegződési rendű térfogatokat felületi hiba választja el egymástól.[21]

### Tömbi hibák
A tömbi hibák háromdimenziós tartományok a kristályban, melyek összetétele, orientációja, vagy szerkezete eltérhet a környezetétől.
- Zárvány: a többkomponensű anyagok egyik alkotóelemének kiválásával és csoportosulásával alakulhatnak ki az anyagban zárványok. Ezek létrejöhetnek például szilárdoldatok lehűtésekor, vagy belső kémiai reakciók (például oxidáció) hatására.
- Vakanciakondenzátum: ha az egyensúlyi koncentrációhoz képest jóval több vakancia található az anyagban, előfordul, hogy ezek tömbi méretű tartományokba kondenzálódnak. Az egymás mellé kerülő vakanciák lapcentrált kockarácsban például az (111) síkok mentén igyekeznek elterülni, mely tartományok belsejében rétegződési hiba alakulhat ki, peremét pedig részdiszlokáció alkothatja. Ugyanebben a rácstípusban előfordulnak úgynevezett prizmatikus hurkok, illetve olyan tetraéderfelület-formába álló vakanciakondenzárumok, melyek rétegződési hibával kapcsolódó kristálytartományt fognak közre.
- Makroszkopikus hibák, repedések: a kristálytani mérettartományoknál (nm–µm) jellemzően nagyobb, makroszkopikus kiterjedésű hibák szigorúan véve nem tartoznak a kristálytani hibák közé, de egyes jelenségeik (pl. repedésterjedés, törés, rideg és képlékeny viselkedés) kristálytanból kiinduló elméletekkel magyarázhatók. A kristály makroszkopikus hibái például a repedések, üregek, és a nagyobb kiterjedésű kiválások.

## Galéria

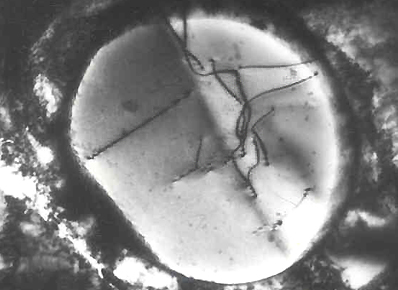
Ausztenites acél egy kristályos szemcséjében található diszlokációk TEM-képe
Csavardiszlokáció csúszása által megvalósuló képlékeny akalváltozás
Kisszögű fázishatár modellezése a határfelületre becsúsztatott diszlokációkkal
Egy éldiszlokáció körül ébredő feszültségek a kristályban. Kék: nyomófeszültség; zöld: húzófeszültség; rózsaszín: a diszlokáció extra félsíkja
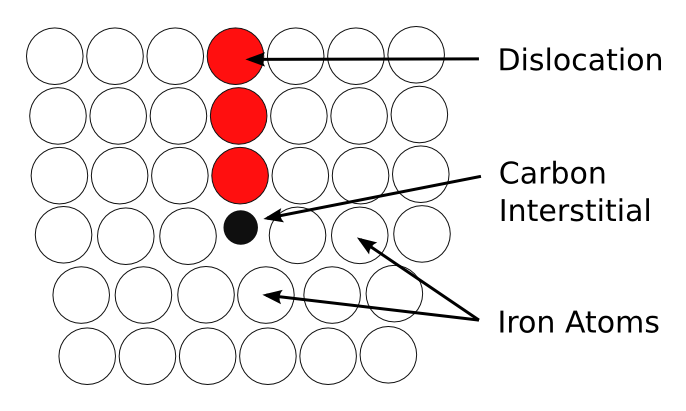
Vasmátrixban oldott szénatommal való kölcsönhatása éldiszlokációval, mely hatással lehet az anyag képlékeny jellemzőire
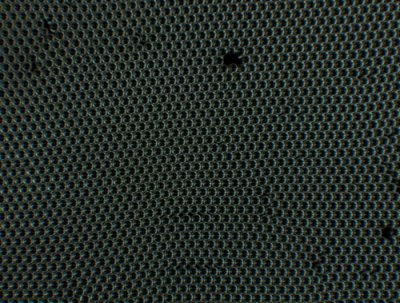
Folyadékfelszínen ülő buborékok, melyeken kristályhibára emlékeztető jelenségek figyelhetők meg

### Szakkönyvek
- Walter Bollmann. Crystal Defects and Crystalline Interfaces (angol nyelven). Berlin, Heidelberg: Springer Berlin Heidelberg (1970). ISBN 978-3-642-49173-3
- Crawford, James. Point Defects in Solids : General and Ionic Crystals. Springer US (1972). ISBN 978-1-4684-2970-1
- Callister, William. Materials Science and Engineering: An Introduction (angol nyelven). John Wiley & Sons (2007). ISBN 978-0-471-73696-7
- Sólyom Jenő: A modern szilárdtest-fizika alapjai I: Szerkezet és dinamika. Budapest: ELTE Eötvös Kiadó. 2009.  ISBN 9789632840970
- Anthony Kelly, Kevin M. Knowles. Crystallography and crystal defects. Chichester: John Wiley & Sons (2012). ISBN 978-0-470-75014-8

### Fontosabb tudományos közlemények
- Siegel, R.W. (1981. november 1.). „Atomic defects and diffusion in metals” (angol nyelven), Kiadó: Office of Scientific and Technical Information  (OSTI). DOI:10.2172/6338530.
- Watkins, G. D. (1997). „Native Defects and their Interactions with Impurities in Silicon”. MRS Proceedings 469, Kiadó: Cambridge University Press (CUP). DOI:10.1557/proc-469-139. ISSN 1946-4274.

### Ismeretterjesztő weblapok, tananyagok
- Gubicza Jenő; szerk. Vida Ádám: Rácshibák I. előadásjegyzet. (Hozzáférés: 2017. június 20.)
- Helmut Föll: Defects in Crystals. www.tf.uni-kiel.de. (Hozzáférés: 2017. június 30.)